# 阇耶跋摩六世
阇耶跋摩六世（Jayavarman VI，？—1107年） 高棉帝国国王（1080 - 1107在位）。
阇耶跋摩六世是来自呵叻高原碧邁（Phimai）城，可能是一个属邦的王子。优陀耶迭多跋摩二世和曷利沙跋摩三世统治期间，内部发生叛乱，外与占城战争失败。阇耶跋摩六世乘势而起，夺取了曷利沙跋摩三世的王位，成为一个新王朝的创始人 。
在铭文中他声称是神话中柬埔·萨耶胡瓦（Sage Kambu Swayambhuva）公主夫妇和他的妹妹(和妻子)Mera的后裔 ，而不是真正的皇家血统祖先。
他的继任者是他的哥哥陀罗尼因陀罗跋摩一世，死后被称为Paramakaivalyapada.